# Антономазія
Антономазією (грец. άντονομασία, від άντονομάξω — називаю по-іншому) — називається різновид метонімії, побудованої на вживанні власного імені замість загального (чи навпаки, — «Ціцерон»  замість «промовець» (оратор)). Стилістичний засіб оцінної експресії, що досягається заміною власної назви описовим зворотом: Безсмертний Кобзар (про Тараса Шевченка), Великий Каменяр (про Івана Франка).

## Вживання
Антономазія ґрунтується на тому, що власне ім'я, найчастіше ім'я особи, що вирізняється якоюсь характерною ознакою або сталою належністю до певного явища, стає прикметою цієї ознаки або цього явища. Багато міфологізмів, літературних персонажів, історичних діячів стали традиційними: Цицерон — «красномовна людина», Дон Жуан («донжуан») — «залицяльник», Марс — «войовник» і т. д. Більшість власних імен, що використовуються в загальному значенні, передають одночасно й емоційну оцінку.
В одній з поетик Києво-Могилянської академії «Lyra» наведено таке визначення: «Антономазія, або заміна назви — це вживання власного імені замість загального… які мають між собою певну подібність характерів або особливостей».
Василь Домбровський писав про антономазію як про троп, в основі якого лежить "описання ймення якоїсь особи загальновідомою прикметою, або назви її іншим іменням, взятим від міста або краю, звідки вона походить, або по-батькові тощо. Дуже часто служить антономазія для оминання монотонного повторювання одного ймення.

## Приклади
- Ось і не треба газетних фраз!

Біль є постійно біль! 
Мовчки зросте десь новий Тарас 
Серед кривавих піль! (Євген Плужник);
- Ми переходили всі кола

О, жоден дант того не бачив! (Євген Маланюк)